# Йоанна Фьодоров
Йоанна Фьодоров (пол. Joanna Fiodorow) (нар. 4 березня 1989) — польська легкоатлетка, яка спеціалузіється в метанні молоту, срібна призерка чемпіонату світу-2019.

## Виступи на основних міжнародних змаганнях
| Рік  | Змагання                      | Місто                  | Місце | Примітки |
| ---- | ----------------------------- | ---------------------- | ----- | -------- |
| 2009 | Чемпіонат Європи серед молоді | Каунас                 | 4     |          |
| 2010 | Кубок Європи з метань         | Арль                   | 3     |          |
| 2011 | Кубок Європи з метань         | Софія                  | NM    |          |
| 2011 | Командний чемпіонат Європи    | Стокгольм              | 12    |          |
| 2011 | Чемпіонат Європи серед молоді | Острава                | 2     |          |
| 2011 | Універсіада                   | Шеньчжень              | 8     |          |
| 2011 | Чемпіонат світу               | Тегу                   | 1кв8  |          |
| 2012 | Олімпійські ігри              | Лондон                 | 7     |          |
| 2013 | Кубок Європи з метань         | Кастельйон-де-ла-Плана | 3     |          |
| 2014 | Кубок Європи з метань         | Лейрія                 | 1     |          |
| 2014 | Командний чемпіонат Європи    | Брауншвейг             | 2     |          |
| 2014 | Чемпіонат Європи              | Цюрих                  | 3     |          |
| 2015 | Кубок Європи з метань         | Лейрія                 | 1     |          |
| 2015 | Універсіада                   | Кванджу                | 2     |          |
| 2015 | Чемпіонат світу               | Пекін                  | 2кв8  |          |
| 2016 | Чемпіонат Європи              | Амстердам              | 10    |          |
| 2016 | Олімпійські ігри              | Ріо-де-Жанейро         | 9     |          |
| 2017 | Чемпіонат світу               | Лондон                 | 6     |          |
| 2017 | Універсіада                   | Тайбей                 | 3     |          |
| 2018 | Чемпіонат Європи              | Берлін                 | 3     |          |
| 2019 | Кубок Європи з метань         | Шаморін                | 2     |          |
| 2019 | Командний чемпіонат Європи    | Бидгощ                 | 2     |          |
| 2019 | Чемпіонат світу               | Доха                   | 2     | [ 1 ]    |